# Aeroportul Internațional José Joaquín de Olmedo
Aeroportul Internațional José Joaquín de Olmedo (IATA: GYE, ICAO: SEGU) este un aeroport din Guayas Province⁠(d), Ecuador ce deservește zona Guayaquil. Aeroportul a fost tranzitat în 2022 de 3.747.000 de pasageri. A fost deschis în 1962 și numit după José Joaquín de Olmedo⁠(d).
Situat la o altitudine de 6 m, aeroportul dispune de 1 pistă.

## Infrastructură

### Piste
Aeroportul dispune de o singură pistă. Pista are orientarea 03/21.